# Інтервенційна ціна
Інтервенційна ціна (англ. Intervention price) — гарантований нижній рівень ринкової ціни на сільськогосподарську продукцію. Коли ціни опускаються нижче, спеціально призначені державами-членами інтервенційні органи скуповують продукти у виробників і опікуються їх збереженням.